# Anders Dahl
Anders (Andreas) Dahl (ur. 17 marca 1751, zm. 25 maja 1789) był szwedzkim botanikiem, uczniem Karola Linneusza, od jego nazwiska pochodzi nazwa kwiatu dalia. Wydawał Observationes botanicæ circa Systema vegetabilium divi a Linné